# Gloeocantharellus
Gloeocantharellus is een geslacht van schimmels behorend tot de familie Gomphaceae. De typesoort is Gloeocantharellus purpurascens.

## Soorten
Volgens Index Fungorum telt het geslacht 19 soorten (peildatum maart 2022), te weten:
| Soortnaam                           | Auteur(s)                                                      | Publicatiejaar |
| ----------------------------------- | -------------------------------------------------------------- | -------------- |
| Gloeocantharellus aculeatus         | Linhares, P.P. Daniëls & M.A. Neves                            | 2016           |
| Gloeocantharellus albidocarneus     | (Villegas) Gonz.-Ávila, R. Valenz. & I. Luna-Vega              | 2020           |
| Gloeocantharellus andasibensis      | Ralaiv., Niskanen & Liimat.                                    | 2021           |
| Gloeocantharellus calakmulensis     | (Villegas & Cifuentes) Gonz.-Ávila, R. Valenz. & I. Luna-Vega  | 2020           |
| Gloeocantharellus corneri           | (Singer) Corner                                                | 1970           |
| Gloeocantharellus dingleyae         | (Segedin) Giachini                                             | 2011           |
| Gloeocantharellus echinosporus      | Corner                                                         | 1970           |
| Gloeocantharellus lateritius        | (Petch) Corner                                                 | 1970           |
| Gloeocantharellus mamorensis        | (Singer) Giachini                                              | 2011           |
| Gloeocantharellus neoechinosporus   | Ming Zhang & T.H. Li                                           | 2019           |
| Gloeocantharellus novae-zelandiae   | (Segedin) Giachini                                             | 2011           |
| Gloeocantharellus okapaensis        | (Corner) Corner                                                | 1970           |
| Gloeocantharellus pallidus          | (Yasuda) Giachini                                              | 2011           |
| Gloeocantharellus persicinus        | T.H. Li, Chun Y. Deng & L.M. Wu                                | 2009           |
| Gloeocantharellus pleurobrunnescens | (Villegas & A. Kong) A. Gonz.-Ávila, R. Valenz. & I. Luna-Vega | 2020           |
| Gloeocantharellus purpurascens      | (Hesler) Singer                                                | 1945           |
| Gloeocantharellus salmonicolor      | Reschke, C.W. Fisch. & T.A. Hofm.                              | 2021           |
| Gloeocantharellus substramineus     | Wartchow                                                       | 2017           |
| Gloeocantharellus uitotanus         | Vasco-Pal. & Franco-Mol.                                       | 2005           |